# Liste der Einträge im National Register of Historic Places im Pike County (Alabama)
Die Liste der Registered Historic Places im Pike County führt alle Bauwerke und historischen Stätten im Pike County in Alabama auf, die in das National Register of Historic Places aufgenommen wurden.

## Aktuelle Einträge
| Lfd. Nr. | Name                             | Bild | Datum der Eintragung | Adresse/Lage                                | Ort  | ID-Nr.   | Beschreibung |
| -------- | -------------------------------- | ---- | -------------------- | ------------------------------------------- | ---- | -------- | ------------ |
| 1        | College Street Historic District |      | 13. Aug. 1976        | W. College St. between Pine and Cherry Sts. | Troy | 76000352 |              |
| 2        | Troy High School                 |      | 30. Aug. 1984        | 436 Elm St.                                 | Troy | 84000721 |              |